# Plecia sinensis
Plecia sinensis är en tvåvingeart som beskrevs av Hardy 1953. Plecia sinensis ingår i släktet Plecia och familjen hårmyggor. Inga underarter finns listade i Catalogue of Life.